# مطار لارنكا الدولي
يقع مطار لارنكا أو لرنقة الدولي (باليونانية: Διεθνής Aερολιμένας Λάρνακας)(بالتركية: Larnaka Uluslararası Havaalanı)(إياتا: LCA، إيكاو: LCLK) يقع في لارنكا، قبرص ويبعد بضع كيلومترات من العاصمة القبرصية نيقوسيا. هو يعتبر المطار الرئيسي في قبرص وأكبر المطارين الموجودين في قبرص، حيث يخدم ما يقارب 5 ملايين مسافر سنوياً بحسب إحصاءات عام 2005.

## شركات الطيران والوجهات

### الركاب
تقدم شركات الطيران التالية رحلات إلى مطار لارنكا الدولي:
| شركـات طيـران                   | الوجهات |
| ------------------------------- | --- |
| طيران إيجيان                    | مطار أثينا الدولي، Thessaloniki موسمي: مطار كاندية الدولي ‏ موسمي عارض: مطار بن غوريون الدولي، مطار يريفان الدولي |
| طيران صربيا                     | مطار بلغراد نيكولا تسلا |
| طيران البلطيق                   | مطار ريغا الدولي |
| AirSeven                        | موسمي عارض: مطار أوسلو-غاردرموين |
| خطوط أركيا                      | مطار بن غوريون الدولي موسمي: مطار حيفا (تستأنف 22 يونيو 2023) |
| الخطوط الجوية النمساوية         | مطار فيينا الدولي |
| BH Air                          | موسمي عارض: Burgas (تبدأ في 22 يوليو 2023)، مطار سكوبية الدولي (تبدأ في 23 يونيو 2023)، مطار صوفيا |
| Bluebird Airways                | موسمي: مطار بن غوريون الدولي |
| BRA                             | موسمي عارض: Bergen (تبدأ في 26 يونيو 2023)، Billund (تبدأ في 30 يونيو 2023)، مطار كوبنهاغن (تبدأ في 30 يونيو 2023)، مطار ستافانغر الدولي، مطار تروندهايم، فارنيس، Umeå |
| الخطوط الجوية البريطانية        | مطار لندن هيثرو |
| طيران بلغاريا                   | موسمي: مطار صوفيا |
| Buzz                            | موسمي عارض: مطار كاتوفيتشي، Poznań، مطار وارسو فريدريك شوبان، مطار فروتسواف |
| Chair Airlines                  | موسمي: مطار زيورخ الدولي |
| كوندور للطيران                  | موسمي: مطار دوسلدورف الدولي، مطار فرانكفورت، مطار زيورخ الدولي |
| Cyprus Airways                  | مطار أثينا الدولي، مطار بيروت رفيق الحريري الدولي، مطار القاهرة الدولي، مطار دبي الدولي، مطار كاندية الدولي ‏، مطار مالبينسا، مطار باريس شارل ديغول، مطار فاكلاف هافيل الدولي، مطار ليوناردو دا فينشي، مطار بن غوريون الدولي، Thessaloniki، مطار يريفان الدولي، مطار زيورخ الدولي موسمي: مطار بازل ميلوز فريبورغ الأوروبي، Preveza/Lefkada، Rhodes، مطار سانتوريني (ثيرا) الوطني، مطار سكياثوس الدولي موسمي عارض: مطار براتيسلافا الدولي، Košice، Piešťany (تبدأ في 30 يونيو 2023)، مطار شرم الشيخ الدولي (تبدأ في 29 يوليو 2023) |
| إيزي جيت                        | مطار بازل ميلوز فريبورغ الأوروبي، مطار برلين براندنبرغ، مطار ليفربول، مطار غاتويك، مطار لندن لوتن، مطار باريس شارل ديغول موسمي: مطار بريستول، مطار مالبينسا، مطار البندقية ماركو بولو |
| إديلويس إير                     | مطار زيورخ الدولي |
| مصر للطيران                     | مطار القاهرة الدولي |
| إل عال                          | مطار بن غوريون الدولي |
| طيران الإمارات                  | مطار دبي الدولي، مطار مالطا الدولي |
| Enter Air                       | موسمي: مطار غدانسك ليخ فاونسا موسمي عارض: مطار كاتوفيتشي، Poznań، مطار وارسو فريدريك شوبان |
| يورو وينجز                      | مطار برلين براندنبرغ، مطار كولونيا بون الدولي، مطار دوسلدورف الدولي، مطار شتوتغارت الدولي موسمي: مطار غراتس، مطار هامبورغ، مطار فاكلاف هافيل الدولي، مطار سالزبورغ، مطار ستوكهولم أرلاندا |
| فين إير                         | مطار هلسنكي فانتا |
| طيران أديل                      | موسمي: مطار الملك خالد الدولي (تبدأ في 22 يونيو 2023) |
| FlyOne                          | مطار كيشيناو الدولي، مطار يريفان الدولي |
| الخطوط الجوية الجورجية          | مطار تبليسي الدولي |
| طيران الخليج                    | مطار أثينا الدولي، مطار البحرين الدولي |
| Helvetic Airways                | موسمي: Bern، مطار زيورخ الدولي |
| HiSky                           | موسمي عارض: مطار هنري كواندا الدولي (تبدأ في 18 يونيو 2023)، مطار كلوج نابوكا الدولي (تبدأ في 21 يونيو 2023) |
| يسرائير                         | مطار بن غوريون الدولي موسمي: مطار حيفا (تستأنف 22 يونيو 2023) |
| طيران الجزيرة                   | موسمي: مطار الكويت الدولي |
| جيت تو دوت كوم                  | موسمي: مطار برمينغهام، مطار بريستول، East Midlands ‏، مطار إدنبرة، مطار غلاسكو الدولي، Leeds/Bradford، مطار لندن ستانستد، مطار مانشستر، مطار نيوكاسل |
| Jettime                         | موسمي عارض: Aalborg، Billund، مطار كوبنهاغن، مطار هلسنكي فانتا، Luleå، Malmö، Norrköping، Örebro، مطار أوسلو-غاردرموين (تبدأ في 19 يونيو 2023)، Växjö |
| خطوط لوت الجوية البولندية       | موسمي عارض: مطار كاتوفيتشي |
| لوفتهانزا                       | مطار فرانكفورت، مطار ميونخ الدولي |
| طيران الشرق الأوسط              | مطار بيروت رفيق الحريري الدولي |
| آير شاتل النرويجية              | مطار أوسلو-غاردرموين، مطار ستوكهولم أرلاندا موسمي: مطار كوبنهاغن، مطار هلسنكي فانتا موسمي عارض: مطار تروندهايم، فارنيس |
| Novair                          | موسمي عارض: مطار ستوكهولم أرلاندا |
| الخطوط الجوية القطرية           | مطار حمد الدولي |
| الملكية الأردنية                | مطار الملكة علياء الدولي |
| رايان إير                       | مطار فيينا الدولي |
| الخطوط الجوية الإسكندنافية      | مطار أوسلو-غاردرموين (تستأنف 28 يونيو 2023) موسمي: مطار كوبنهاغن (تستأنف 4 يوليو 2023)، مطار ستوكهولم أرلاندا (تبدأ في 5 يوليو 2023) موسمي عارض: Gothenburg |
| Sky Express ‏                    | مطار أثينا الدولي، Thessaloniki |
| خطوط ترافل سيرفس الجوية         | موسمي: مطار براتيسلافا الدولي، Košice، مطار فاكلاف هافيل الدولي |
| Sunclass Airlines               | موسمي عارض: Billund، مطار كوبنهاغن، Gothenburg، مطار هلسنكي فانتا، Malmö، Norrköping، مطار أوسلو-غاردرموين، مطار ساندفيورد، تورب (تبدأ في 23 يونيو 2023)، مطار ستوكهولم أرلاندا، Växjö |
| الخطوط الجوية الدولية السويسرية | موسمي: مطار جنيف الدولي |
| ترانسافيا                       | مطار سخيبول أمستردام |
| توي للطيران                     | موسمي: مطار برمينغهام، مطار بريستول، مطار كارديف الدولي، East Midlands ‏، مطار غاتويك، مطار مانشستر، مطار نيوكاسل |
| توي فلاي بلجيكا                 | موسمي: مطار بروكسل الدولي |
| توي فلاي ألمانيا                | موسمي: مطار دوسلدورف الدولي، مطار فرانكفورت، مطار هانوفر لانغنهاغن |
| TUI fly Nordic                  | موسمي عارض: Billund، Gothenburg، Norrköping، مطار ستوكهولم أرلاندا |
| Tus Airways                     | مطار دبي الدولي (تبدأ في 1 أكتوبر 2023)، مطار كاندية الدولي ‏، مطار باريس شارل ديغول، مطار بن غوريون الدولي موسمي: مطار الملكة علياء الدولي (تبدأ في 22 يونيو 2023)، مطار خانية الدولي ‏ (تبدأ في 2 يوليو 2023)، مطار براتيسلافا الدولي، Corfu (تبدأ في 1 يوليو 2023)، Kefalonia، Preveza/Lefkada موسمي عارض: Košice |
| خطوط فيولينغ الجوية             | موسمي: مطار برشلونة الدولي |
| Widerøe                         | موسمي عارض: Bergen |
| ويز للطيران                     | مطار أبو ظبي الدولي، مطار أثينا الدولي، مطار بوفيه - تيه، مطار بلغراد نيكولا تسلا، مطار هنري كواندا الدولي، مطار بودابست فرانز ليست الدولي، مطار كوبنهاغن، مطار الملك فهد الدولي (تبدأ في 4 يوليو 2023)، مطار دبرسن الدولي، مطار غدانسك ليخ فاونسا، مطار ياش الدولي، مطار الملك عبد العزيز الدولي (تبدأ في 5 يوليو 2023)، مطار كاتوفيتشي، مطار كراكوف، Kutaisi، مطار غاتويك، مطار لندن لوتن، مطار فاكلاف هافيل الدولي، مطار الملك خالد الدولي، مطار ليوناردو دا فينشي، مطار صوفيا، مطار سوسيفا، مطار بن غوريون الدولي، Thessaloniki، Varna، مطار فيينا الدولي، مطار فيلنيوس، مطار وارسو فريدريك شوبان، مطار فروتسواف، مطار يريفان الدولي موسمي: مطار كلوج نابوكا الدولي |

### الشحن
| شركـات طيـران        | الوجهات                                                                                         |
| -------------------- | ----------------------------------------------------------------------------------------------- |
| خطوط كال للشحن الجوي | مطار هارتسفيلد جاكسون، مطار لييج، مطار جون إف كينيدي الدولي، مطار بن غوريون الدولي              |
| Challenge Airlines   | مطار لييج، مطار بن غوريون الدولي                                                                |
| دي إتش إل للطيران    | Ancona، Brescia، مطار لايبزيغ هاله، مطار مدريد باراخاس الدولي، مطار مالبينسا، مطار بيزا الدولي  |
| مصر للطيران للشحن    | مطار القاهرة الدولي، Ostend/Bruges                                                              |
| فيديكس إكسبرس        | مطار أثينا الدولي، مطار لييج، مطار باريس شارل ديغول، مطار ليوناردو دا فينشي، مطار تولوز بلانياك |
| لوفتهانزا للشحن      | مطار أثينا الدولي، مطار فرانكفورت، مطار مالبينسا                                                |
| Poste Air Cargo      | مطار ليوناردو دا فينشي، مطار بن غوريون الدولي                                                   |
| الملكية الأردنية     | مطار الملكة علياء الدولي، مطار لييج، مطار ماستريخت آخن                                          |
| سويفت إير            | مطار أثينا الدولي                                                                               |
| خطوط يو بي إس الجوية | مطار كولونيا بون الدولي، مطار إسطنبول الدولي، مطار بن غوريون الدولي                             |

## الإحصائيات

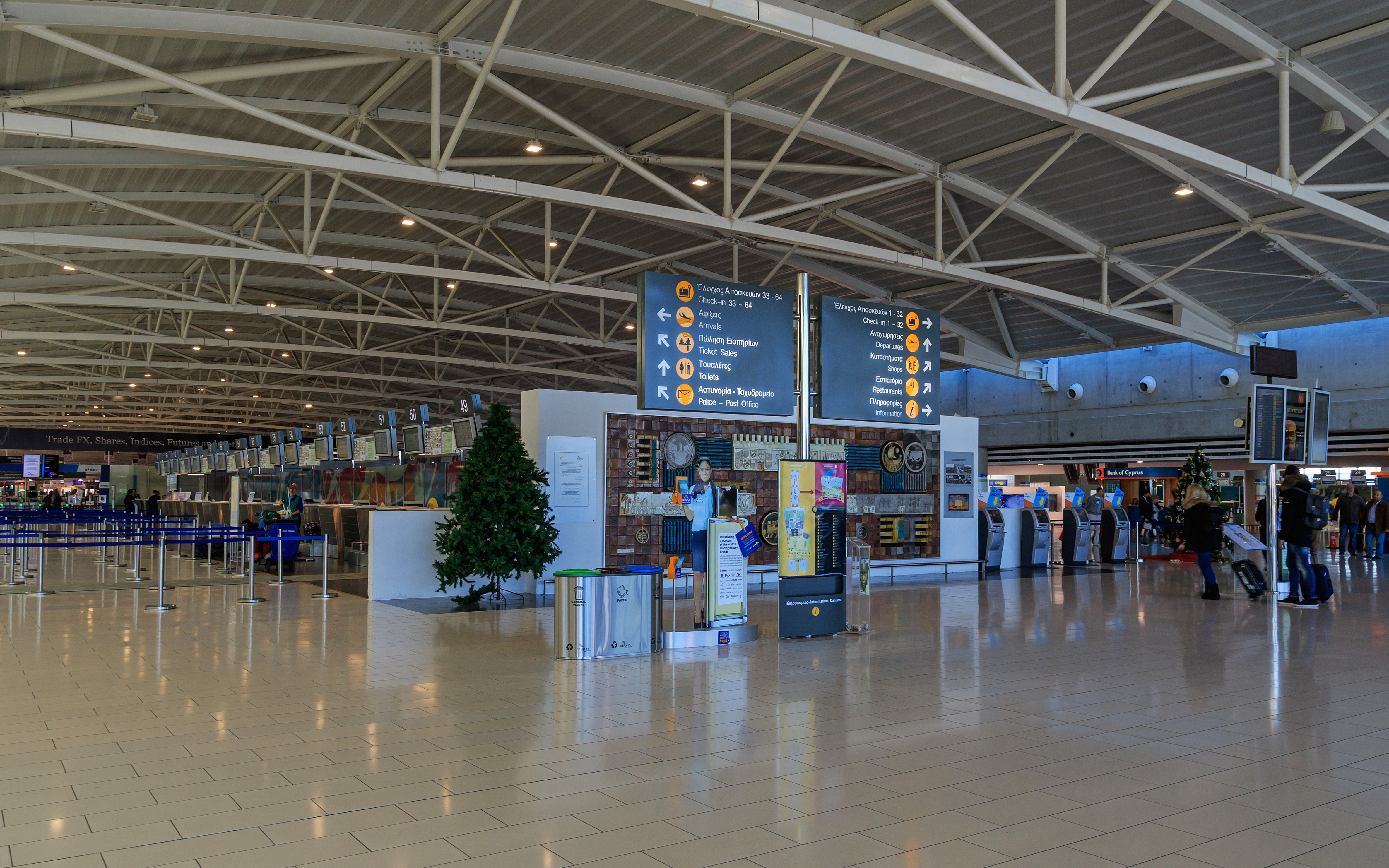
صالة تسجيل الوصول

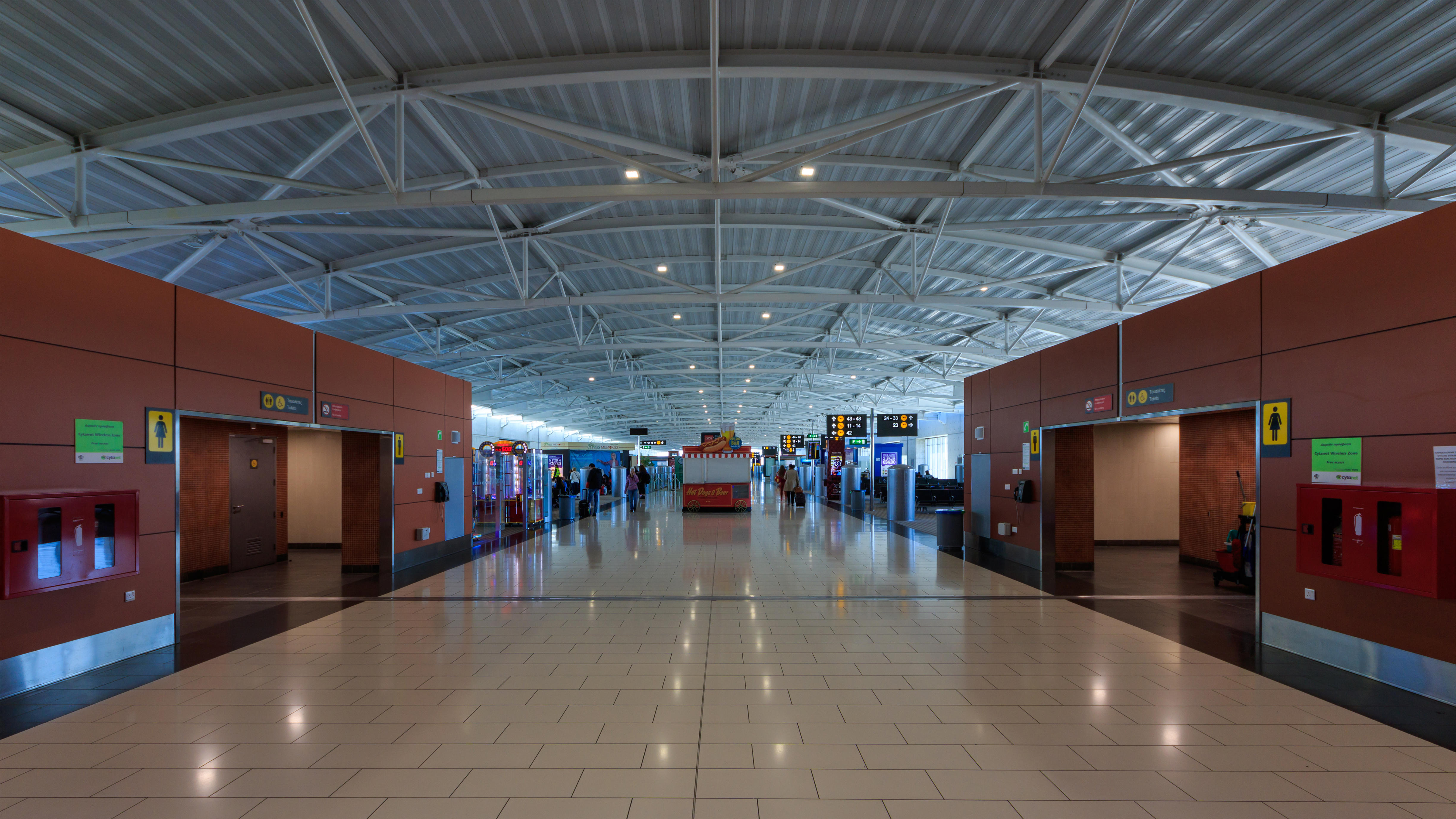
صالة البوابات

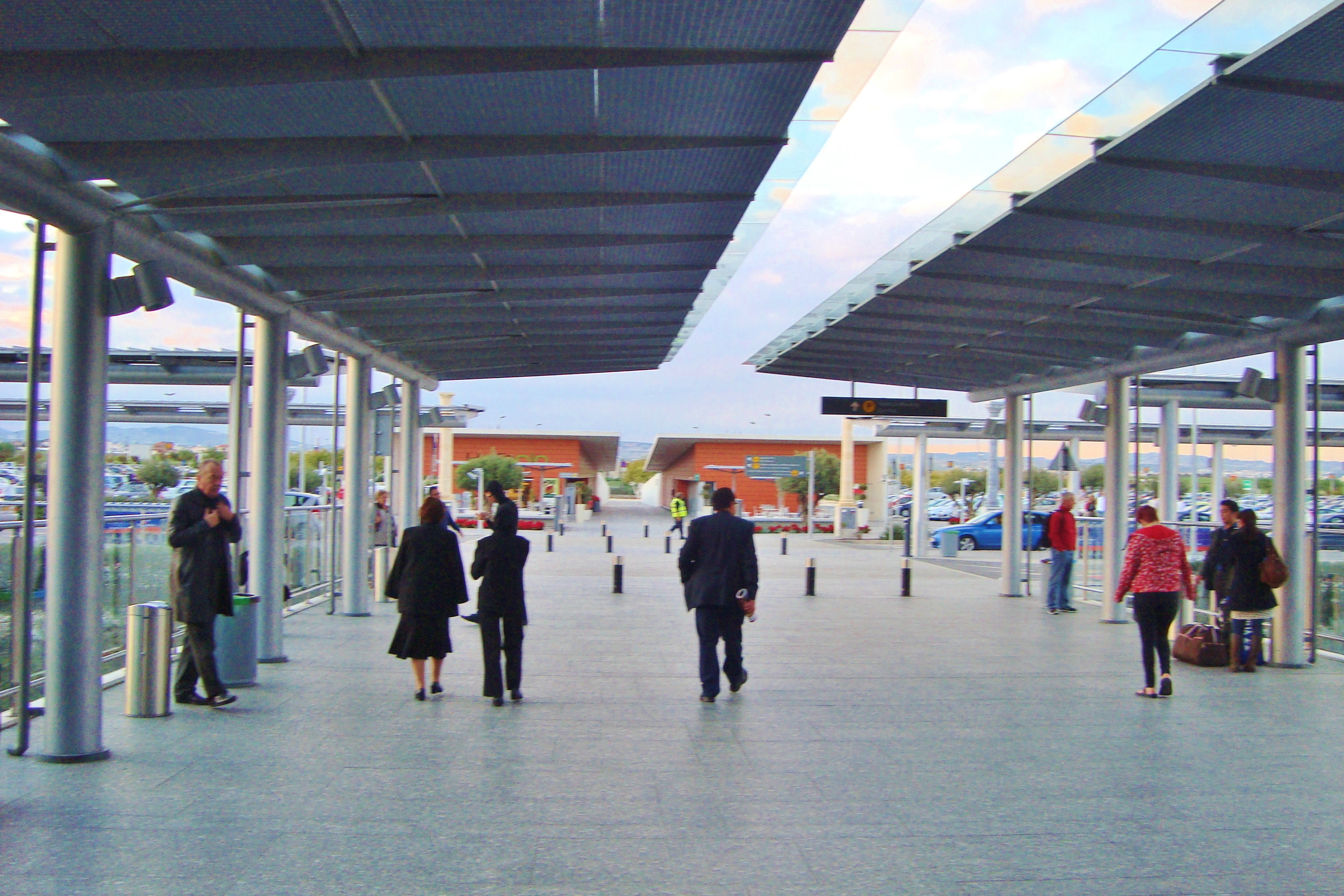
مدخل المطار

شاهد source Wikidata query and sources.
|      | عدد الركاب | التغير  |
| ---- | ---------- | ------- |
| 2006 | 4,927,986  | —       |
| 2007 | 5,284,159  | ▲07.2%  |
| 2008 | 5,488,319  | ▲03.8%  |
| 2009 | 5,169,224  | ▼05.8%  |
| 2010 | 5,367,724  | ▲03.8%  |
| 2011 | 5,507,552  | ▲02.6%  |
| 2012 | 5,166,224  | ▼06.1%  |
| 2013 | 4,863,577  | ▼05.8%  |
| 2014 | 5,247,291  | ▲07.8%  |
| 2015 | 5,330,914  | ▲01.5%  |
| 2016 | 6,637,692  | ▲24.5%  |
| 2017 | 7,734,290  | ▲16.5%  |
| 2018 | 8,067,037  | ▲04.3%  |
| 2019 | 8,229,346  | ▲02.0%  |
| 2020 | 1,679,816  | ▼79.6%  |
| 2021 | 3,592,011  | ▲113,4% |
| 2022 | 6,037,053  | ▲68%    |